# Svensbro station
Svensbro station i Skövde kommun var en station vid Hjo-Stenstorps Järnväg där banan mot Tidaholm anslöt. I Svensbro fanns en stor bangård med sex spår i bredd. Där fanns förutom stationshuset, ett godsmagasin, en vändskiva, en vagnsvåg samt vatten och kolupplag för loken.